# The Breadwinner
The Breadwinner sau Parvana - O copilărie în Afghanistan este un film de animație dramatic din 2017 de la studioul de animație irlandez Cartoon Saloon, regizat de Nora Twomey. Bazat pe romanul bestseller de Deborah Ellis, filmul a fost o co-producție internațională între Canada, Republica Irlanda și Luxemburg și prima lui lansarea  a avut loc pe 17 noiembrie 2017.
Filmul a avut premiera mondială la Festivalul Internațional de Film de la Toronto, în septembrie 2017. Filmul „The Breadwinner” a primit o nominalizare la categoria „Cel mai bun film de animație” la cea de-a 90-a ediție a premiilor Oscar, dar a pierdut în fața lui Coco.

## Rezumat
În 2001, Parvana este o fetiță de unsprezece ani care locuiește în Kabul, sub conducerea talibanilor în Emiratul Islamic din Afganistan, chiar în momentul în care a început Războiul împotriva Terorismului. Tatăl ei, Nurullah, este un fost profesor care a devenit vânzător ambulant după ce și-a pierdut piciorul stâng în războiul sovieto-afgan. Într-o zi, în timpul cinei, este arestat pe nedrept după ce Idrees, un tânăr taliban instabil, care s-a simțit insultat mai devreme de către acesta la piața în care cei doi își vindeau mărfurile. Deoarece talibanii interzic femeilor⁠(d) să iasă în oraș fără o rudă de sex masculin, familia Parvanei rămâne fără cineva care să îi întrețină, deoarece fratele ei mai mare, Sulayman, a murit cu ceva ani în urmă, lăsând în urmă restul familiei care includea mama - Fattema, sora mai mare - Soraya și fratele cel mic - Zaki. Când Parvana și Fattema încearcă să meargă la închisoare pentru a face apel la arestarea lui Nurullah, un bărbat o bate pe Fattema, în timp ce alți bărbați se uită, după care le amenință cu închisoarea si pe ele. Mai tărziu, Parvana îl consolează pe Zaki povestindu-i despre un băiat aflat în misiunea de a recupera semințele satului său de la un elefant malefic pe nume Regele Elefant.
Parvana încearcă să cumpere mâncare pentru familia ei, dar vânzătorii ambulanți nu-i pot vinde nimic din cauza fricii talibanilor. Câțiva bărbați o zăresc pe Parvana și o urmăresc, iar ea scapă, în timp ce fugea, geanta pe care i-a dat-o Fattema. Parvana ajunge în cele din urmă acasă. Pentru a-și întreține familia, ea decide să se tundă și să se îmbrace ca un băiat. Ea începe să se numească „Atesh”, pretinzând că este nepotul lui Nurullah. Planul funcționează, iar Parvana reușește să obțină atât mâncare, cât și bani. La sfatul unei prietene pe nume Shauzia, o altă tânără deghizată în băiat pe nume Delowar, Parvana încearcă să mituiască un gardian din închisoare pentru al putea vedea pe Nurullah, dar gardianul o alungă. Așa că ea continuă să lucreze și să economisească mai mulți bani pentru o mită mai mare, acceptând munci grele cu Shauzia, care încearcă să economisească suficienți bani pentru a scăpa de tatăl ei abuziv. Între timp, Fattema este obligată să-i scrie unei rude din Mazar, aranjând căsătoria Sorayei în schimbul unui adăpost și protecție. Parvana îl întâlnește și pe Razaq, fostul partener de patrulă al lui Idrees; analfabetul Razaq o plătește să-i citească o scrisoare în care îl informează că soția sa a fost ucisă de o mină terestră. El se împrietenește cu ea și continuă să se întâlnească ca să-l poată învăța să citească și să scrie.
Parvana și Shauzia acceptă o muncă grea la care era prezent și Idrees. Își bate joc de Shauzia că se odihnește și o împinge pe Parvana la pământ. O recunoaște însă este lovit brusc de Parvana cu o cărămidă și încearcă să o omoare pe aceasta în timp ce fuge cu Shauzia. Parvana și Shauzia reușesc să se ascundă, iar Idrees este chemat brusc să lupte în invazia Statelor Unite în Afganistan. Când Parvana se întoarce acasă, Fattema o imploră să oprească șarada, spunându-i că rudele ei au acceptat-o pe Soraya și că vor pleca poimâine. Parvana este de acord cu plecarea însă cu condiția să-l viziteze pe Nurullah la închisoare pentru a-i spune unde merg, deoarece Razaq are o cunoștintă care lucrează acolo și care o va lăsa să intre. Își ia rămas bun cu lacrimi în ochi de la Shauzia, promițând că se vor întâlni din nou, la care Shauzia prezice că va fi peste exact douăzeci de ani. Totuși, în timp ce Parvana se duce spre închisoare, vărul Fattemei sosește devreme și îi obligă să vină cu el fără Parvana, deoarece războiul începe și drumurile vor fi în curând blocate. În cele din urmă, Fattema furioasă îl confruntă pe vărul ei, refuzând să-l lase să-i ducă mai departe, iar el lasă familia pe drum.
Parvana ajunge la închisoare, unde îl găsește pe Razaq. După ce Parvana dezvăluie că este fiica lui Nurullah, Razaq o informează că vărul său a plecat să lupte, dar el o să-l aducă pe Nurullah. Parvana este martoră la execuția prizonierilor slabi care nu sunt capabili să lupte. Îngrozită, își adună curajul să rămână terminând povestea băiatului pe nume Sulayman, care murit după ce a luat o jucărie pe care a găsit-o în mijlocul străzii, care era de fapt o mină terestră. Razaq este împușcat în umăr în timp ce îl salvează pe Nurullah, dar rana nu a fost fatală și îi reunește pe cei doi. Parvana il ia pe Nurullah și în curând se reunesc cu restul familiei. Familia reușește să scape din Afganistan.

## Dublaje în limba engleză
- Saara Chaudry ca Parvana / Atesh[15]
- Soma Bhatia în rolul lui Shauzia / Delowar[15]
- Ali Badshah în rolul lui Nurullah[15]
- Noorin Gulamgaus ca Idrees și Sulayman[17]
- Kane Mahon ca Kiln Owner[18]
- Laara Sadiq în rolul Fattemei[15]
- Shaista Latif în rolul Sorayei[15]
- Kanza Feris ca Vrăjitoare / Femeie în curte
- Kawa Ada în rolul lui Razaq[15]
- Ali Kazmi în rolul Daryei / Vânzătoare de sucuri de fructe / Paznic de închisoare[18]
- Mran Volkhard ca  Vânzător la Piață[15]
- Reza Sholeh ca  vânzător de fructe sau tarabă / paznic pe bicicletă / adolescent #2[15]

## Producție
În mai 2016, s-a anunțat că a început animația pentru film. The Breadwinner a fost o co-producție între Aircraft Pictures din Canada, Melusine Productions din Luxemburg și Cartoon Saloon din Irlanda.
Producătoarea executivă a filmului „The Breadwinner” a fost Angelina Jolie, care a lucrat împreună cu regizoarea Nora Twomey pentru a aduce romanul omonim pe ecran. Twomey este o animatoare, regizoare, scenaristă, producătoare și actriță vocală de origină irlandeză. De asemenea, este partener fondator la Cartoon Saloon, un studio de animație irlandez cu sediul în Kilkenny, care a realizat animația principală pentru The Breadwinner. Twomey a comentat tema serioasă din filmul ei de animație, spunând: „Cred că animația este foarte amplă... așa că nu înțeleg de ce ar trebui considerată doar un instrument de babysitting... Am vrut să mă adresez aceluiași public pe care l-a ales Deborah - tineri adulți și adulți. Filmul nu are un ton arogant cu nimeni.”
Într-un interviu cu Twomey în 2018, ea a dezvăluit că Angelina Jolie a fost implicată în alegerea actorilor vocali, în special al talentatei actrițe canadiene Saara Chaudry, care o interpretează pe Parvana; Twomey își amintește: „Ea [Chaudry] are atâta empatie, intelect și profunzime emoțională, un talent unic pentru un actor de 11 ani.” Personalitatea lui Chaudry a jucat, de asemenea, un rol în conturarea manierismelor Parvanei, așa cum explică Twomey într-un alt interviu: „Văzând ce a putut înțelege Saara ca actor, ca artist și ca copil, mi-a dat o înțelegere a modului de a crea filmul nostru care nu pretinde să știe de ce se tem sau nu se tem copiii.”
Twomey a explicat, de asemenea, că perspicacitatea lui Jolie în calitate de ambasador al bunăvoinței ONU la școlile de fete din Afganistan a fost utilă în realizarea filmului, deoarece se pare că a oferit sfaturi despre complexitatea codurilor de comportament afgane și a atmosferei culturale din Afganistan. Mimi Polk Gitlin, producătoarea clasicului feminist Thelma și Louise, a fost, de asemenea, implicată în calitate de producător executiv.
Twomey a explicat, de asemenea, că a avut grijă să aleagă actori vocali de origine afgană și să lucreze cu un instructor de dialect afgan. Ea a spus: „au existat la momentul respectiv atât de multe contribuții din partea oamenilor de acolo, ca să ne asigurăm că nu sunt judecăți, ci empatizați”. Antrenorul de dialect născut în Kabul, Kawa Abu, este și vocea personajului Razaq. Potrivit lui Twomey, povestea în interiorul altei povești despre miticul Rege Elefant a fost inspirată de Labirintul lui Pan de Guillermo Del Toro. Fabula de basm au fost creată folosind software-ul de compoziție Nuke, de la Guru Studio, cu sediul în Toronto.
În timpul dezvoltării scenariului, scenarista Anita Doron a lucrat împreună cu artistul americano-afgan Aman Mojadidi pentru a combina o perspectivă afgană cu o perspectivă globală, pentru a surprinde tonul universal al filmului. Prima versiune a scenariului a beneficiat și de contribuții din partea Organizației Femeilor Afgane, diverși refugiați afgani din diferite regiuni și triburi oferindu-și perspectivele și aprofundând înțelegerea culturii afgane în film.
Elevii de școală, împreună cu părinții lor, au fost invitați la o proiecție matinală a filmului, Twomey remarcând că părinții au devenit emoționați și au izbucnit în lacrimi, în timp ce copiii, observând exemplul lui Parvana, au fost veseli și vorbăreți.

## Muzică
Muzica filmului este compusă de frații Mychael și Jeff Danna. Tonurile muzicale oscilează între cele austere, pentru a sublinia secvențele din viața reală, și cele mai colorate, pentru a ilustra povestea fantastică paralelă. Printre interpreți se numără un cor de fete tinere a cărui participare a fost aranjată prin intermediul Institutului Național de Muzică din Afganistan. 

### Box office
Filmul a încasat 17.395 de dolari în weekendul de premieră din America de Nord. 
La data de 17 august 2018 , The Breadwinner a încasat $313,381 în Statele Unite și Canada, și $2,954,368 international.

### Critici
Pe site-ul de recenzii Rotten Tomatoes, filmul are o rată de aprobare de 95% pe 106 recenzii, cu o notă medie de 7,9/10. Consensul criticilor de pe site spune: „Imaginea uimitoare a ' The Breadwinner este dublată de o poveste care îndrăznește să confrunte probleme serioase din viața reală cu o onestitate neobișnuită - și extrem de recompensatoare.” Pe Metacritic, filmul are un scor de 78 din 100 pe baza recenziilor a 20 de critici, indicând „recenzii în general favorabile”.

### Premii
Filmul a primit zece nominalizări la premiile Annie, câștigând premiul pentru Cel mai bun film de animație independent. A pierdut în fața lui Coco la Oscar, Golden Globes și Critics Choice Movie Awards.